# Světlana Školinová
Světlana Vladimirovna Školinová (rusky: Светлана Владимировна Школина – Světlana Vladimirovna Školina; * 9. března 1986, Jarcevo, Smolenská oblast) je ruská atletka, jejíž specializací je skok do výšky.

## Kariéra
První úspěch zaznamenala v roce 2003 na mistrovství světa do 17 let v kanadském Sherbrooke, kde získala stříbrnou medaili společně s Němkou Annett Engelovou. O rok později vybojovala stříbro na mistrovství světa juniorů v Grossetu. Na letních olympijských hrách 2008 v Pekingu skončila ve finále na 14. místě. V roce 2009 se umístila na halovém ME v Turíně těsně pod stupni vítězů, čtvrtá. Bronz zde získala její krajanka Viktoria Kljuginová. Na světovém šampionátu v Berlíně obsadila šesté místo.
Dvakrát se zúčastnila ostravského mítinku Zlatá tretra, kde skončila v roce 2008 i 2009 na druhém místě. V roce 2010 skončila společně s Ivou Strakovou druhá na Hustopečském skákání. Ve stejném roce skončila těsně pod stupni vítězů, čtvrtá na halovém MS v katarském Dauhá i na ME v atletice v Barceloně. Dvakrát čtvrtá místa vybojovala také na světových letních univerziádách (İzmir 2005, Bangkok 2007). V roce 2011 se stala vítězkou prestižního výškařského mítinku v Eberstadtu, kde výkonem 199 cm porazila i Blanku Vlašičovou, která skončila druhá.
Jejím největším dosavadním úspěchem je zisk bronzové medaile na Letních olympijských hrách 2012 v Londýně. Ve finále si vytvořila výkonem 203 cm nový osobní rekord, stejně jako Američanka Brigetta Barrettová, která tuto výšku zvládla napodruhé a získala stříbro. Olympijskou vítězkou se stala další Ruska Anna Čičerovová, která překonala napodruhé 205 cm.
Jejími trenéry jsou olympijský vítěz ze Sydney Sergej Kljugin a bývalá sovětská výškařka Galina Filatovová (bronz a zlato z Univerziády).
V roce 2013 se stala celkovou vítězkou Diamantové ligy ve skoku do výšky.

### Úspěchy
| Rok  | Závod                              | Místo                | Umístění | Výkon  |
| ---- | ---------------------------------- | -------------------- | -------- | ------ |
| 2003 | Mistrovství světa do 17 let 2003   | Sherbrooke, Kanada   | 2. =     | 1,86 m |
| 2003 | EOFM                               | Paříž, Francie       | 2.       | 1,84 m |
| 2004 | MS juniorů 2004                    | Grosseto, Itálie     | 2.       | 1,91 m |
| 2005 | ME juniorů 2005                    | Kaunas, Litva        | 1.       | 1,91 m |
| 2005 | Univerziáda                        | İzmir, Turecko       | 4.       | 1,85 m |
| 2007 | Mistrovství Evropy do 23 let 2007  | Debrecín, Maďarsko   | 1.       | 1,92 m |
| 2007 | Univerziáda                        | Bangkok, Thajsko     | 4.       | 1,90 m |
| 2008 | Evropský pohár v atletice          | Annecy, Francie      | 4.       | 1,93 m |
| 2008 | Letní olympijské hry 2008          | Peking, Čína         | 14.      | 1,93 m |
| 2009 | Halové ME 2009                     | Turín, Itálie        | 4.       | 1,96 m |
| 2009 | Mistrovství Evropy družstev        | Leiria, Portugalsko  | 4.       | 1,98 m |
| 2009 | Mistrovství světa v atletice 2009  | Berlín, Německo      | 6.       | 1,96 m |
| 2009 | Světové atletické finále 2006      | Soluň, Řecko         | 6.       | 1,94 m |
| 2010 | Halové MS 2010                     | Dauhá, Katar         | 4.       | 1,96 m |
| 2010 | Mistrovství Evropy družstev        | Bergen, Norsko       | 2.       | 1,98 m |
| 2010 | Mistrovství Evropy v atletice 2010 | Barcelona, Španělsko | 4.       | 1,97 m |
| 2011 | Halové ME 2011                     | Paříž, Francie       | 4.       | 1,92 m |
| 2011 | Mistrovství světa v atletice 2011  | Tegu, Jižní Korea    | 5.       | 1,97 m |

### Osobní rekordy
Dvoumetrovou hranici zdolala celkově devětkrát (dvakrát v hale, sedmkrát pod širým nebem).
- hala – 200 cm – 6. února 2010, Arnstadt
- venku – 203 cm – 11. srpna 2012, Londýn